# Scorzonera purpurea
Espèce
Classification phylogénétique
Scorzonera purpurea, la scorsonère pourpre, est une espèce de plante à fleurs de la famille des Asteraceae.

## Description
C'est une plante herbacée.

## Synonymie
- Podospermum purpureum (L.) W.D.J.Koch & Ziz

## Répartition
Eurasie. Europe : France incluse.